# Team Tvis Holstebro
Team Tvis Holstebro is een Deense handbalclub uit Tvis in de gemeente Holstebro. De thuismatchen van de club worden gespeeld in de Gråkjær Arena.

## Geschiedenis
De club werd opgericht in mei 2000 na de fusie van Holstebro Håndbold 90 en Tvis KFUM. Het vrouwenteam won tweemaal de EHF Challenge Cup (2013 en 2015) en eenmaal de EHF Cup Winners’ Cup (2016). Daarnaast was het vrouwenteam verliezend finalist in de EHF Challenge Cup in 2011 en werden ze in de GuldBageren Ligaen in 2013 tweede en in 2015 derde.
Het mannenteam werd in 2013 derde in de EHF Challenge Cup, won in 2008 de Beker van Denemarken en werd driemaal derde in de Boxer Herreligaen (2009, 2012 en 2014).